# Cattleya mossiae
Cattleya mossiae là một loài lan trong chi Cattleya.. Số nhiễm sắc thể lưỡng bội của C. mossiae là 2n = 40. Số nhiễm sắc thể đơn bội là n = 20.